# Ixora casei
Ixora casei là một loài thực vật có hoa trong họ Thiến thảo. Loài này được Hance mô tả khoa học đầu tiên năm 1852.

## Hình ảnh

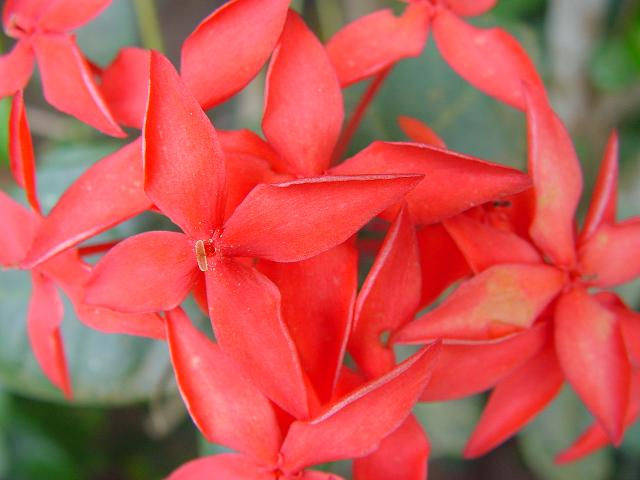
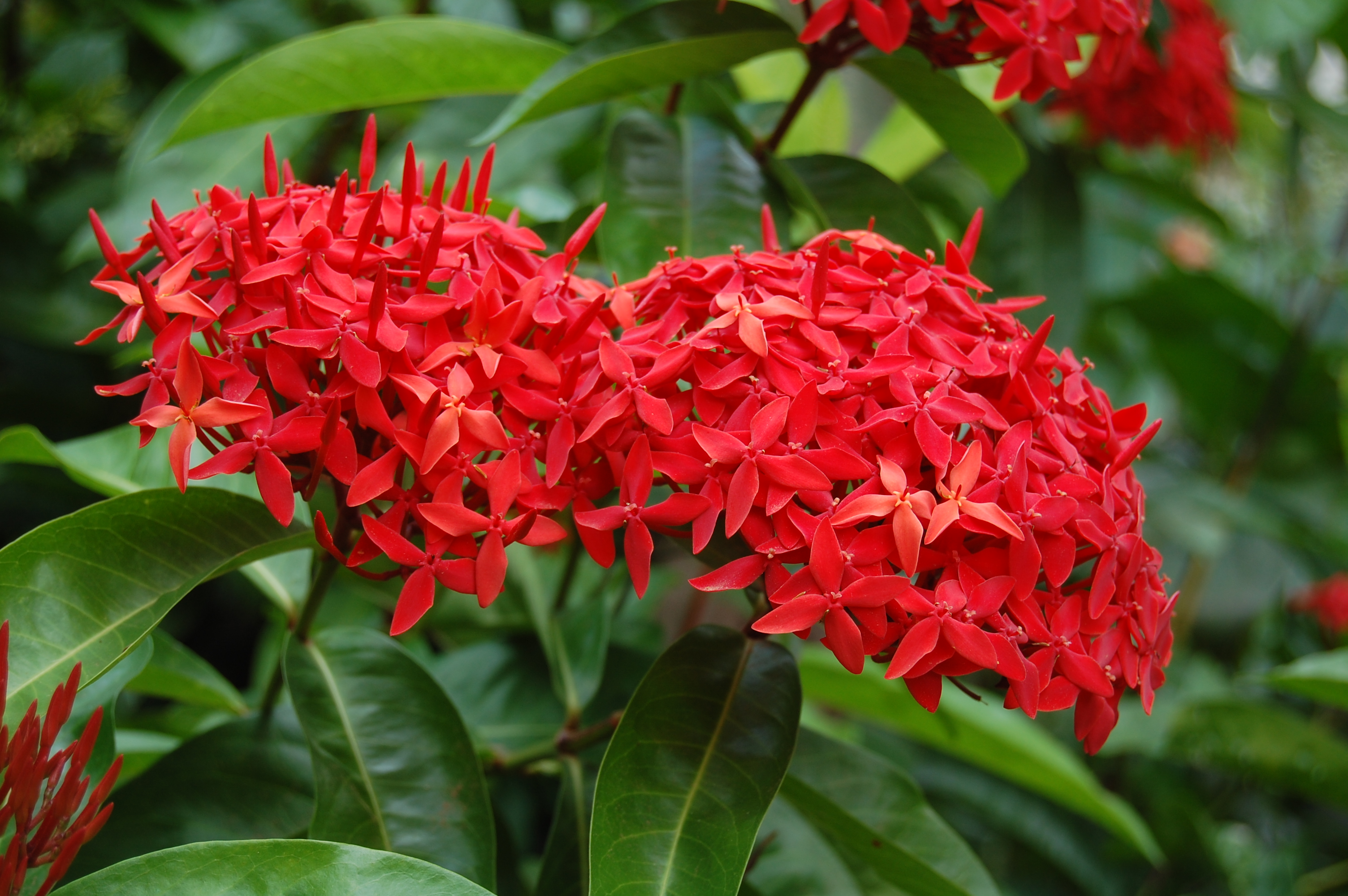
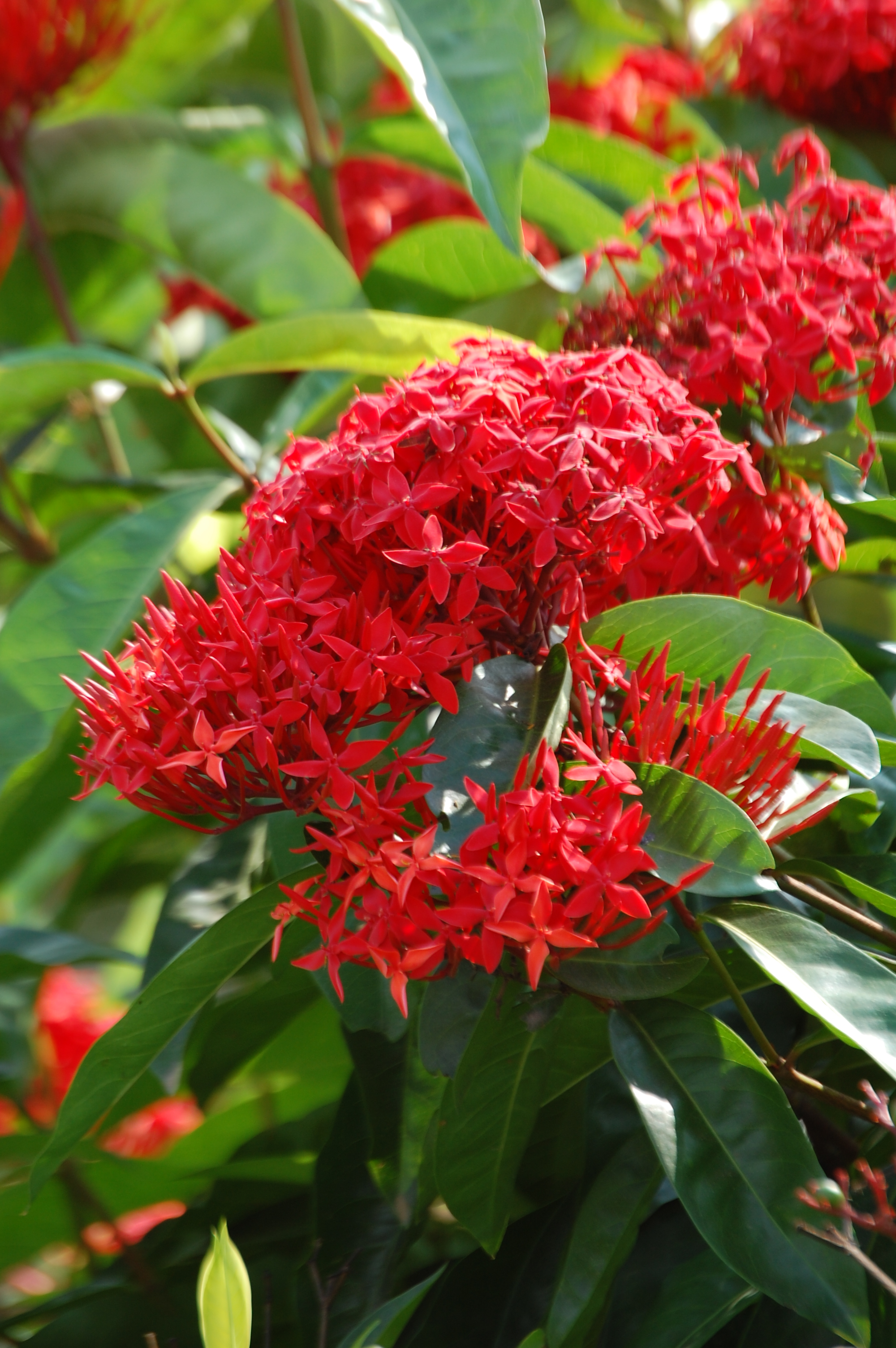
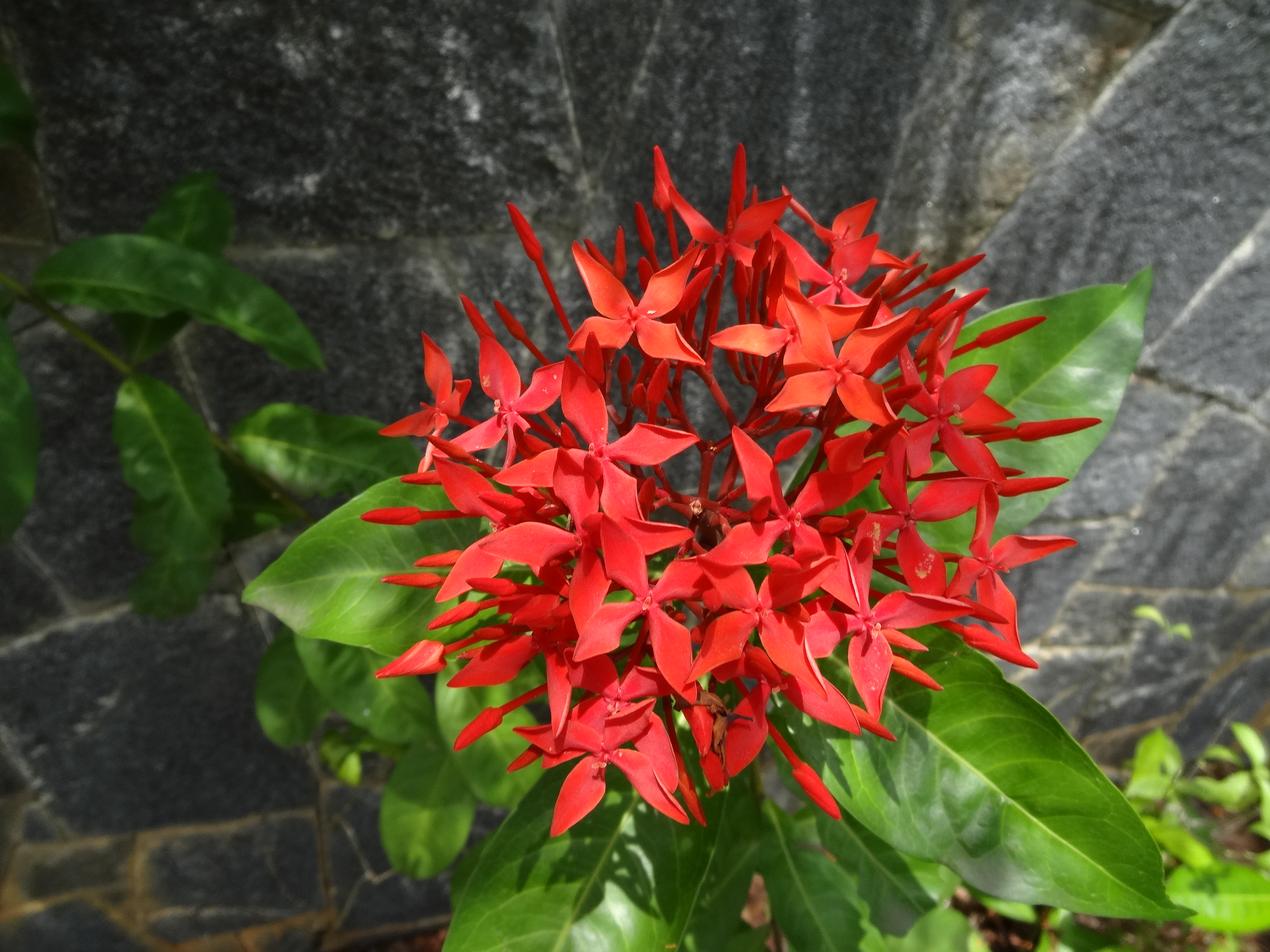